# Embauche en France
L'embauche est la première phase du contrat de travail. Des formalités obligatoires sont prévues par le Code du travail au cours de cette période.

## Obligations administratives

### Déclaration Préalable
Quelles que soient la durée et la nature du contrat de travail envisagé, une déclaration nominative préalable à l’embauche (DPAE) doit être adressée à l’URSSAF, avant toute embauche.
Pour un employeur, ne pas appliquer cette disposition (par l'oubli ou la négligence) est passible d'une amende d'un montant égal à 300 fois le taux horaire du minimum garanti ,,.
S'y soustraire intentionnellement est constitutif du délit de travail dissimulé passible de 3 ans d'emprisonnement et d'une amende de 45 000€.

### Inscription sur le Registre Unique du Personnel
Dans tout établissement où sont employés des salariés, un registre unique du personnel, sur lequel les noms et prénoms de tous les salariés sont inscrits dans l'ordre des embauches, doit être tenu.
Ne pas y inscrire un nouveau salarié est passible d'une amende de 4e classe.

### Déclaration unique d'embauche
La Déclaration Unique d'Embauche ou DUE permet d'effectuer l'ensemble des sept formalités obligatoires liées à l'embauche d'un salarié, en une seule fois auprès de l'URSSAF dont relève l'établissement concerné par l'embauche.

### Affiliation obligatoire
L'employeur doit, à l'embauche du salarié, faire les démarches nécessaires pour l'affilier aux organismes de retraite complémentaire : l'AGIRC pour les salariés cadres et l'ARCCO pour les salariés non cadre. L'employeur doit également transmettre des notices d'informations sur ces institutions.

## Obligations à l’égard du salarié

### Rédaction d'un contrat
La loi française n'impose l'écrit que lorsque le contrat comporte des particularités (par exemple lorsqu'il est conclu pour une durée déterminée ou lorsqu'il est à temps partiel).
La directive européenne sur le sujet, qui aurait dû être transposée avant le 1er juillet 1993, prévoit pourtant que l'employeur doit informer par écrit (contrat de travail écrit, lettre d'engagement ou autres documents écrits) le salarié sur les éléments essentiels du contrat.
En 1994, selon le Ministre chargé du dossier, "la transposition de la directive européenne en droit interne ne s'avère [...] pas nécessaire compte tenu de l'état actuel de la législation française", celle-ci prévoyant "la délivrance au salarié du bulletin de paie et d'une copie de la déclaration préalable a l'embauche" permettant à l'employeur de respecter les obligations découlant de cette directive communautaire.
La loi prévoit uniquement que si un écrit est rédigé, il doit l'être en français.

### Communication d'informations
L'employeur est tenu de renseigner au salarié embauché les coordonnées de l'inspection du travail et de la médecine du travail. Il doit également indiquer l'endroit où le salarié peut consulter la convention collective de l'entreprise et le règlement intérieur.
(exécution des formalités déclaratives)
(informations sur les textes conventionnels applicables)

### Visite médicale
Le nouvel embauché doit bénéficier d'un examen médical par le médecin du travail avant l'embauche, ou au plus tard avant l'expiration de la période d'essai.
Depuis le 1er janvier 2017, la visite médicale est remplacée par la visite d'information et de prévention.
Certains salariés, comme ceux affectés à des travaux particuliers, les travailleurs handicapés, femmes enceintes ou les travailleurs âgés de moins de dix-huit ans, sont soumis à une surveillance médicale renforcée. Ils doivent impérativement être examinés avant leur embauche.
Selon la réglementation, trois finalités sont poursuivies lors de cet examen médical d'embauche :
- "S'assurer que le salarié est médicalement apte au poste de travail auquel l'employeur envisage de l'affecter" ;
- "Proposer éventuellement les adaptations du poste ou l'affectation à d'autres postes" ;
- "Rechercher si le salarié n'est pas atteint d'une affection dangereuse pour les autres travailleurs"[12].